# Julien Poueys
Julien Poueys, né le 27 juillet 1979 à Orthez, est un ancien footballeur français évoluant au poste d'attaquant, aujourd'hui reconverti comme entraineur.
Formé au Montpellier HSC, il connait de nombreux clubs professionnels en France, en Espagne ou encore en Suisse avant de faire une pléthorique carrière à un niveau amateur en France entre la DH et le CFA.

## Biographie
Julien Poueys commence le football dans le club du village de Biron avant de rejoindre l’Élan béarnais Foot Orthez et de jouer en sélection Aquitaine de jeunes. Repéré par le Montpellier HSC, Il rejoint le centre de formation du club en 1995. Deux ans plus tard, il est battu, avec ses jeunes coéquipiers, en finale de la Coupe Gambardella par l'Olympique lyonnais. Le match se termine par une séance de tirs au but après un match nul un but partout. La saison suivante, il fait ses débuts en équipe réserve et dispute neuf rencontres pour trois buts marqués. En fin de saison, il est appelé en équipe de France des moins de dix-neuf ans par le sélectionneur Jacques Desvimes pour disputer le tournoi de Saint-Jean-de-Luz. Les jeunes français atteignent la finale de la compétition où ils sont battus par la Slovaquie sur le score d'un but à zéro. Julien Poueys dispute les cinq rencontres du tournoi pour quatre buts marqués. En 1998-1999, il dispute onze rencontres pour deux buts marqués en équipe réserve mais ne parvient à percer en équipe première et n'est pas conservé par le club.
Julien Poueys s'engage alors avec le Pau FC en National au début de la saison 1999-2000. Il inscrit cinq buts en dix-sept rencontres de championnat avec le club. En fin d'année 2000, après seulement six mois avec le club palois, il signe au Lorca CF (es) en Division 3 espagnole,. En fin de saison, le club est relégué à la suite d'une dernière place en championnat. Julien Poueys rejoint alors un autre club espagnol, l'UE Lleida en Division 2 où il joue peu, ne disputant que cinq rencontres de championnat.
Il quitte le club espagnol en cours de saison et rejoint le FC Sion en Suisse pour la phase de printemps et inscrit cinq buts en douze matches. La saison suivante, il inscrit un triplé lors de la première rencontre de championnat contre le FC Bâle lors d'une victoire huit buts à un et marque un total de douze buts en vingt rencontres. En décembre 2001, il rejoint le CS Sedan en compagnie de son coéquipier Duško Đurišić où il retrouve son ancien entraîneur au FC Sion, Henri Stambouli. Il fait ses débuts sous le maillot sedanais lors de la 21e journée de championnat face au FC Nantes et inscrit trois buts en huit matchs disputés. La saison suivante, en concurrence avec Pius N'Diefi, Henri Camara, Cédric Mionnet et Serge Alain Liri, son temps de jeu diminue et il est finalement prêté en Ligue 2 à l'AS Beauvais en novembre 2002. Il inscrit trois buts avec le club qui, en fin de saison, est relégué en National. Lorsqu'il revient au CS Sedan, le nouvel entraîneur Dominique Bathenay l'utilise peu et en janvier 2004, il est prêté au Gazélec Ajaccio. Il réalise un bon début de saison inscrivant deux buts en six matchs mais après une série de sept défaites, il est sorti de l'équipe par l'entraîneur Albert Vannucci qui souhaite préparer la saison suivante.
De retour au CS Sedan, le club ne souhaite pas le conserver. Julien Poueys effectue alors un essai au Angers SCO et inscrit deux buts lors de matchs amicaux. Il n'est finalement pas gardé par le club angevin. Après un autre essai non concluant au Sunderland FC, il s'engage pour deux ans avec l'UD Las Palmas en troisième division espagnole. Il inscrit seulement deux buts en vingt-deux rencontres et quitte le club en fin de saison.
Julien Poueys effectue un essai au FC Rouen en octobre 2005 qui s'avère non concluant. Il s'engage finalement en novembre au Gap FC en CFA où il inscrit deux buts en seize matchs. En 2006-2007, il rejoint un autre club de CFA, Les Genêts d'Anglet, où il inscrit quatorze buts en vingt-sept matchs. La saison suivante, il signe à l'Aviron bayonnais qui termine deuxième du groupe D derrière la réserve des Girondins de Bordeaux et retrouve ainsi le National. Lors de sa deuxième saison au club, il marque un but en dix match avant de rejoindre, lors du mercato hivernal, le Trelissac FC en CFA2.
En 2009, il s'engage avec le FC Chartres qui évolue en Division d'honneur de la ligue du Centre. Il termine avec son club deuxième du championnat qui retrouve ainsi le CFA2. Après deux saisons au club, il signe en juillet 2011 au Perpignan Canet FC, en division d'honneur. Il rejoint en 2013 l'ES Paulhan Pézenas, autre club de division d'honneur. Auteur de vingt-quatre buts lors de sa première saison, il remporte avec ses coéquipiers le championnat en fin de saison suivante et retrouve alors le CFA2. Deuxième de son groupe derrière l'équipe réserve du Montpellier HSC, le club accède à la CFA en fin de saison suivante. Des trois promotions, Julien Poueys restera un joueur cadre mais à la peine pour cette première saison en CFA, le club essuie parallèlement des problèmes financiers qui conduisent à une relégation en Départemental 1, conduisant plusieurs joueurs à quitter le club dont Poueys qui prend alors sa retraite sportive pour devenir l'entraîneur de l'équipe.

## Palmarès
- Finaliste de la Coupe Gambardella en 1997 avec le Montpellier HSC.
- Champion de Division d'honneur du Languedoc-Roussillon en 2015 avec l'ES Paulhan Pézenas